# Ein Mann wie Maximilian
Ein Mann wie Maximilian è un film del 1945 diretto da Hans Deppe.

## Produzione
Il film fu prodotto dalla Bavaria-Filmkunst.

## Distribuzione
Distribuito dalla Deutsche Filmvertriebs (DFV), il film fu proiettato il 13 marzo al BTL Potsdamer Straße di Berlino, qualche settimana prima della caduta di Berlino: il Reich si sarebbe arreso l'8 maggio 1945.